# るーぱん
るーぱんは、埼玉県行田市に本社を置くゴンドラ株式会社が埼玉県にチェーン展開するファミリーレストランである。「ピザハウスるーぱん」と呼ばれることもあるが、店舗の正式名称は「ピッツァ&パスタるーぱん」である。1972年（昭和47年）に創業した。
メニューはピザとパスタが中心で、ほかにハンバーグなど肉料理、グラタン・ドリア、デザート、酒やソフトドリンクなどがあり、全体的に低価格である。

## 概要
日本初のピザハウスとして知られるイタリア料理店「ニコラス」で修行を積んだ小島文雄が、本格的なピザを提供する店舗として埼玉県熊谷市に1号店をオープンした。
かつては熊谷市柿沼644-2に本社を置いていたが、配送センターのあった行田市持田2028へ本社を移転した。
最盛期は関東一円で36店舗を展開していたが、バブル崩壊以降は店舗の撤退が相次いだ。
2003年に初めて公式ウェブサイトを公開した。
外観がログハウス風のロードサイド店舗で、内装もログハウスやロッジを意識しており、窓際の大テーブルのベンチ席と、十数個の固定テーブル席を、板張りの低い仕切りで細かく区切っているのが特徴的である。1980年代後半に店内に「ビデオジュークボックス」が設置され、複数のモニターにミュージックビデオを店内BGM代わりに流していた。
一般的なファミリーレストランと異なり、入り口レジが「注文カウンター」となっており、席に案内される前に料理の注文を受ける。冷水はセルフサービスである。
経営理念として「ハッピー・ドリーム精神」を掲げており、注文カウンターで小ピザを1枚注文すると「お客様より小さな幸せをいただきました」という想いを込めて、レジ担当が「ハッピー1枚入りまーす」、大を1枚注文すると「お客様より大きな夢をいただきました」という想いを込めて「ドリーム1枚入りまーす」と唱和し、それに対してキッチンスタッフが「ありがとうございまーす」と大声で返答する。
2021年8月にヴィレッジヴァンガードとコラボレーションして「るーぱん」ロゴ入りグッズのTシャツ、マグカップ、保冷バッグ、アクリルキーホルダー、ステッカーを発売した。埼玉県内のヴィレッジヴァンガード3店舗イオンレイクタウンkaze店、コクーンシティ店、イオンモール川口店とヴィレッジヴァンガードオンラインストアで期間限定販売した。

## 店舗展開
2022年3月現在、埼玉県内に6店舗を展開している。
- 蕨西口店（埼玉県蕨市）
- 蓮田店（埼玉県蓮田市）
- 上尾中分店（埼玉県上尾市）
- 鶴ヶ島店（埼玉県川越市）
- 熊谷バイパス店（埼玉県熊谷市）
- 本庄店（埼玉県本庄市）

閉店した店舗
- 熊谷弥生町本店（埼玉県熊谷市）：火災により店舗消失、るーぱんグループの別ブランドのお店になるも閉店
- 熊谷駅前店（埼玉県熊谷市）
- 太田店（群馬県太田市）
- 小山店（栃木県小山市）
- 南越谷店（埼玉県越谷市）
- 杉戸高野台店（埼玉県北葛飾郡杉戸町）
- 深谷上柴店（埼玉県深谷市）
- 新所沢店（埼玉県所沢市）
- 飯能店（埼玉県飯能市）
- 八柱店（千葉県松戸市）
- 川越店（埼玉県川越市）
- 真岡店（栃木県真岡市）
- 足利店（栃木県足利市）
- 北本店（埼玉県北本市）：設備などの老朽化などにより、2020年11月中旬頃から月・火・木のみ16時までの短縮営業となり、2021年10月23日に閉店した。
- 東大宮店（埼玉県さいたま市見沼区）（2022年2月16日に閉店[6]）